# Nyírparasznya
Nyírparasznya è un comune dell'Ungheria di 941 abitanti (dati 2001). È situato nella contea di Szabolcs-Szatmár-Bereg.